# Oligostigma odrianalis
Oligostigma odrianalis là một loài bướm đêm trong họ Crambidae.